# Borzymów
Borzymów est une localité polonaise de la gmina d'Oleśnica, située dans le powiat de Staszów en voïvodie de Sainte-Croix.